# Hoock 3

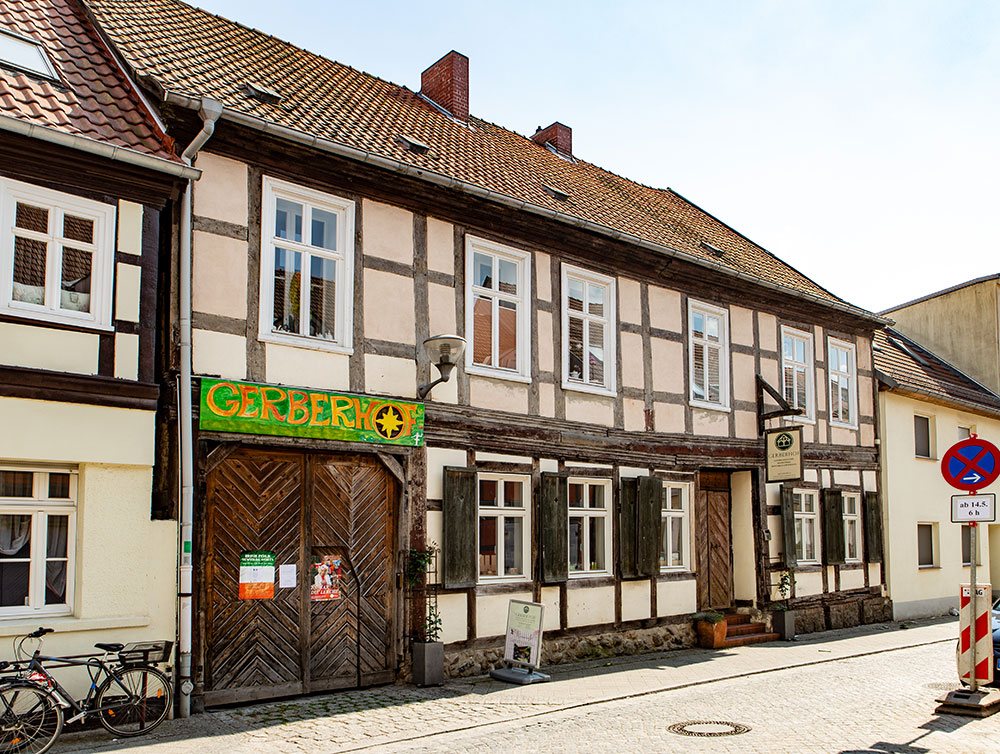
Stendal Hoock 3

Hoock 3 ist ein denkmalgeschütztes Wohnhaus in der altmärkischen Stadt Stendal.
Das  Fachwerkhaus mit ausgemauerten Gefachen gehört zu den ältesten Gebäuden in der Stendaler Straße Hoock. Es ist im Denkmalverzeichnis von Sachsen-Anhalt als Baudenkmal mit der Erfassungsnummer 094 75817 gelistet.
Heute wird das Haus als Mehrfamilienhaus genutzt.